# PADI Advanced Open Water Diver
 (avril 2023).

PADI Advanced Open Water Diver est une certification délivrée par l'organisation internationale PADI. Faisant suite à la certification Open Water Diver, elle permet, dans les structures commerciales PADI situées hors de France, de pouvoir pratiquer la plongée sous-marine de façon autonome, en plongeant avec un binôme ayant un brevet de plongeur autonome sans être supervisé par un professionnel (Divemaster ou Instructeur). La profondeur maximale autorisée par PADI (d'autres limites sont prioritaires : réglementation nationale, locale) durant la formation passe de 18 mètres (OWD) à 30 mètres, la profondeur post-formation (maximum 30 m en autonomie) est fonction de l'expérience du plongeur et des règlementations éventuelles. 
Pour pouvoir passer ce niveau, cinq plongées Aventure sont à réaliser, dont une plongée profonde (30 mètres) et une plongée d'orientation. Les trois autres sont à choisir dans une liste prédéfinie (comme une plongée de nuit, en altitude, plongée sur épave, scooter sous marin, plongée dérivante, identification d'espèce, plongée biologique, etc.).
La plongée de nuit a été longtemps l'une des plongées obligatoires, à l'instar de la plongée profonde et de la plongée d'orientation ; ce n'est plus le cas aujourd'hui, à la suite de la demande des pays scandinaves pour lesquels cette exigence interdisait de faire passer l'AOWD pendant 6 mois de l'année, les mois d'été. Cependant, la plongée de nuit reste fortement recommandée lors d'un passage AOWD.
En France, cette certification n'est pas reconnue par le Code du Sport.

## Passerelles et équivalences
Une passerelle correspond à la possibilité d'acquérir un niveau considéré comme proche dans un organisme différent, moyennant la validation d'un certain nombre d'épreuves ou un complément de formation. Les règles de délivrance sont fixées par l'organisme cible.
- FFESSM - Passerelle vers le niveau 2 de la fédération française [1] : L'obtention peut se faire via une passerelle qui requiert la spécialité PADI Deep Diver, ainsi qu'un complément de formation théorique et pratique (plongées techniques).
- ANMP - Passerelle vers le niveau 2 de l'ANMP [2]
- SNMP — Niveau 2 [réf. nécessaire]
- FSGT — Plongeur N2 [réf. nécessaire]
- IDEA Advanced Open Water [réf. nécessaire]
- CMAS Plongeur 2 étoiles [réf. nécessaire]
- ADIP Plongeur 2 étoiles [réf. nécessaire]